# Jonathan Penner
Jonathan Lindsay Penner (* 5. März 1962 in New York City, New York) ist ein US-amerikanischer Schauspieler und Drehbuchautor.

## Leben
Penner begann seine Karriere 1989 mit einer Gastrolle in der Fernsehserie Hawk. Im Jahr darauf spielte er neben Susan Sarandon und James Spader im Filmdrama Frühstück bei ihr. 1992 erhielt er eine der Hauptrollen in der Sitcom Grapevine, die jedoch bereits nach sechs Episoden eingestellt wurde.
1993 erhielt er eine Oscarnominierung für seinen Kurzfilm Down on the Waterfront, den er zusammen mit seiner Ehefrau Stacy Title schrieb und produzierte, und in dem er auch als Schauspieler mitwirkte. Im selben Jahr war er im Pilotfilm der Sitcom Die Nanny zu sehen. Er spielte den Verlobten der Hauptdarstellerin Fran Fine, der diese sitzen ließ und damit zwang, als Nanny zu arbeiten. Zwischen 1995 und 1997 stellte Penner in 21 Folgen die Rolle des Nick Columbus in der Serie The Naked Truth dar; zwischen 1998 und 2001 spielte er eine der Hauptrollen in der Sitcom Rude Awakening – Nur für Erwachsene!.
In den Vereinigten Staaten ist Penner dem Fernsehpublikum hauptsächlich durch die Reality-Show Survivor bekannt. Er nahm 2006, 2008 und 2012 als Kandidat an der Show teil.

## Filmografie (Auswahl)

### Als Schauspieler
- 1989: Hawk (A Man Called Hawk, Fernsehserie, Episode 1x08)
- 1990: Frühstück bei ihr (White Palace)
- 1991: California Clan (Santa Barbara, Seifenoper)
- 1993: Down on the Waterfront (Kurzfilm)
- 1993: Dragon – Die Bruce Lee Story (Dragon: The Bruce Lee Story)
- 1993: Die Coneheads (Coneheads)
- 1993: Melrose Place (Fernsehserie, Episode 2x09)
- 1993–1999: The Nanny
- 1995–1997: The Naked Truth (Fernsehserie, 23 Episoden)
- 1996: Die Stunde der Teufelinnen (Wedding Bell Blues)
- 1996: Mission: Rohr frei! (Down Periscope)
- 1998: Seinfeld (Fernsehserie, Episode 9x17)
- 1998–2001: Rude Awakening – Nur für Erwachsene! (Rude Awakening, Fernsehserie, 55 Episoden)
- 1999: Black Devil
- 2004: Arrested Development (Fernsehserie, Episode 1x21)
- 2004: CSI: Vegas (Fernsehserie, Episode 5x01)
- 2006: CSI: NY (Fernsehserie, Episode 2x20)
- 2006: Hood of Horror
- 2017: The Bye Bye Man

### Als Drehbuchautor
- 1993: Down on the Waterfront (Kurzfilm)
- 1999: Black Devil
- 2003: The Lone Ranger (Fernsehfilm)
- 2017: The Bye Bye Man

## Auszeichnungen
- 1994: Oscar-Nominierung in der Kategorie Oscar/Bester Kurzfilm für Down on the Waterfront